# Matti Heikkinen
Matti Heikkinen (* 19. prosince 1983 Kajaani) je bývalý finský reprezentant v běhu na lyžích, jeho nejsilnější disciplínou byly středně dlouhé tratě klasickou technikou. Závodil za klub Vantaan Hiihtoseura. Žije v Jyväskylä, je ženatý a s manželkou Suvi mají dva syny.

## Největší úspěchy
- 1. místo na MS 2011 - 15 km klasicky
- 2× 3. místo na MS 2009 - 15 km klasicky a štafeta
- celkově vyhrál v kariéře 1 závod SP (12. 12. 2009 v Davosu)
- 1. místo v průběžném pořadí SP 2009/10 (po 5 závodech)